# XTAR
XTAR, LLC é uma operadora de satélite comercial fornecendo exclusivamente serviços na faixa de frequência em banda X, que é atualmente o principal sistema de comunicações militares, diplomáticas, operações humanitárias e de resposta a desastres de emergência. A empresa operadora é de propriedade privada, a empresa é uma joint venture entre a Loral, que detém 56 por cento, e Hisdesat, que detém os outros 44 por cento. A XTAR suporta as necessidades de comunicação via satélite críticas de governos em todo o mundo através de suas duas cargas de banda X. Os satélites XTAR foram projetados e construídos pelo financiamento privado. A Loral Space & Communications, Inc. detém a participação majoritária. Atualmente, opera a partir de Herndon, VA.
A largura de banda da XTAR não é específico do aplicativo; hoje ela pode suportar e transmitir a qualquer uma das arquiteturas primárias utilizadas por agências governamentais, incluindo fixed-to-fixed, tactical-to-tactical, reach-back, transmissão e plataformas aéreas.

## Satélites
| Satélite  | Fabricante          | Data do lançamento      | Veículo de lançamento | Estado | Nota                          |
| --------- | ------------------- | ----------------------- | --------------------- | ------ | ----------------------------- |
| XTAR-EUR  | Space Systems/Loral | 12 de fevereiro de 2005 | Ariane 5 ECA          | Ativo  |                               |
| XTAR-LANT | Space Systems/Loral | 11 de março de 2006     | Ariane 5 ECA          | Ativo  | Também conhecido por Spainsat |